# 雨に消えた向日葵
『雨に消えた向日葵』（あめにきえたひまわり）は、吉川英梨による日本のミステリ小説。2019年9月19日に幻冬舎から刊行されたのち、2022年3月9日に文庫化された。
埼玉県坂戸市で豪雨の中、傘だけを残して失踪した小学5年生の女子生徒の行方を追う刑事と、女子生徒の失踪に関して錯綜する証言や少女の家族の心の葛藤や苦悩を描く 。

## 登場人物
奈良健市（）
埼玉県警察本部捜査一課の刑事で、階級は警部補。事件捜査で多忙なため、1年の大半を埼玉県警の所轄署の道場で寝泊まりしている。
石岡葵（）
埼玉県坂戸市にある第七小学校に通う小学5年生の女子生徒。
石岡沙希（）
葵の姉。坂戸市内にある第六中学校に通う中学3年生の女子生徒。
石岡征則（）
葵と沙希の父親。あいわ銀行新宿支店で融資担当部門の統括課長を務めている。妻とは離婚協議中だが、親権を巡って高裁で争っているため離婚が成立していない。
石岡秋奈（）
葵と沙希の母親。坂戸市内のドラッグストアに勤務している。
森川淳一（）
埼玉県警本部の巡査部長で、奈良の部下。二次元世界に心酔しているためか、三次元での殺人事件に恐怖を感じていない。
小山啓泰（）
埼玉県警本部の巡査部長で、奈良の部下。
呉原（）
埼玉県警本部刑事課強行犯係の係長で、階級は警部補。

## 書誌情報
- 吉川英梨『雨に消えた向日葵』
  - 単行本：2019年9月19日発売、幻冬舎、ISBN 978-4-344-03509-6
  - 文庫本：2022年3月09日発売、幻冬舎文庫、ISBN 978-4-344-43175-1

## テレビドラマ
吉川英梨の同名小説を原作として、2022年7月24日から8月21日までWOWOWプライム・WOWOWオンデマンド「連続ドラマW」で放送・配信された。主演はムロツヨシ。

### キャスト
- 奈良健市 - ムロツヨシ（幼少期：海津陽）
- 石岡征則 - 佐藤隆太[5]
- 奈良真由子 - 平岩紙[6]（幼少期：宮地美然）
- 奥村悠太 - 今野浩喜[6]
- 石岡秋奈 - 遊井亮子[6]
- 比留間賢作 - 堀部圭亮[6]
- 大前緋沙子 - 中越典子[6]
- 小山啓泰 - 阪田マサノブ[6]
- 森川淳一 - 加治将樹[6]
- 呉原信二 - 坂田聡[6]
- 古谷栄介 - 小松利昌[6]
- 石岡沙希 - 米倉れいあ[6]
- 石岡葵 - 大島美優[6]
- 浅見多恵 - 沢井美優[6]
- 奈良ふみ代 - 梅沢昌代[6]
- 柴田 - 谷川昭一朗[7]
- 浮島航大 - 金井勇太[8]
- 鳥山陽介 - 賀集利樹[9]
- 田中晃教 - 中江翼[10]
- 藤岡絵麻 - 森山のえる[11]
- 藤岡芳江 - 山田キヌヲ[12]
- 岡部正克 - 田本清嵐[13]
- 中本郁也 - 大水洋介
- あいわ銀行支店長 - 住田隆
- 遠藤大輔 - 井上尚[14]
- 松波紀道 - 高杉亘
- 堀田美琴 - 中尾百合音[15]
- リポーター - 大浦理美恵[16]
- ゴルフ場管理者 - 河野安郎[17]
- 宮坂米蔵株式会社・株式会社匠屋本店社長 - 加賀谷圭[18]
- 宮坂米蔵株式会社・株式会社匠屋本店社員 - 上地春奈
- 司会者 - 金剛地武志
- アシスタント - 高白あやか[19]
- 矢島滋 - 信太昌之
- 桜井睦月 - 阿部朋子[20]
- 郵便局員 - 田村たがめ[21]
- 郵便局員 - 瓜生和成
- 東武乳業社長 - 宇納佑[22]
- 絞殺犯 - 酒井貴浩[23]
- 被害者の父親 - 幸将司[24]
- 被害者の母親 - 舟木幸[19]
- 通行人 - 工藤時子[25]
- 矢代剛 - 山口祥行[26]
- 鈴木 - 須永千重[27]

### スタッフ
- 原作 - 吉川英梨「雨に消えた向日葵」（幻冬舎文庫 / 幻冬舎刊）
- 脚本 - 関えり香
- 監督 - 土方政人、岩田和行
- 音楽 - 眞鍋昭大
- プロデューサー - 徳田雄久、高丸雅隆
- 製作 - WOWOW、共同テレビ

### 放送日程
| 各話   | 放送日  | 監督 |
| ------ | ------- | ---- |
| 第1話  | 7月24日 |      |
| 第2話  | 7月31日 |      |
| 第3話  | 8月07日 |      |
| 第4話  | 8月14日 |      |
| 最終話 | 8月21日 |      |

| WOWOW 連続ドラマW 日曜オリジナルドラマ         | WOWOW 連続ドラマW 日曜オリジナルドラマ       | WOWOW 連続ドラマW 日曜オリジナルドラマ   |
| 前番組                                         | 番組名                                       | 次番組                                   |
| ---------------------------------------------- | -------------------------------------------- | ---------------------------------------- |
| 松本清張「眼の壁」 （2022年6月19日 - 7月17日） | 雨に消えた向日葵 （2022年7月24日 - 8月21日） | 鵜頭川村事件 （2022年8月28日 - 10月2日） |